# Ringkøbing-Skjernmuseum

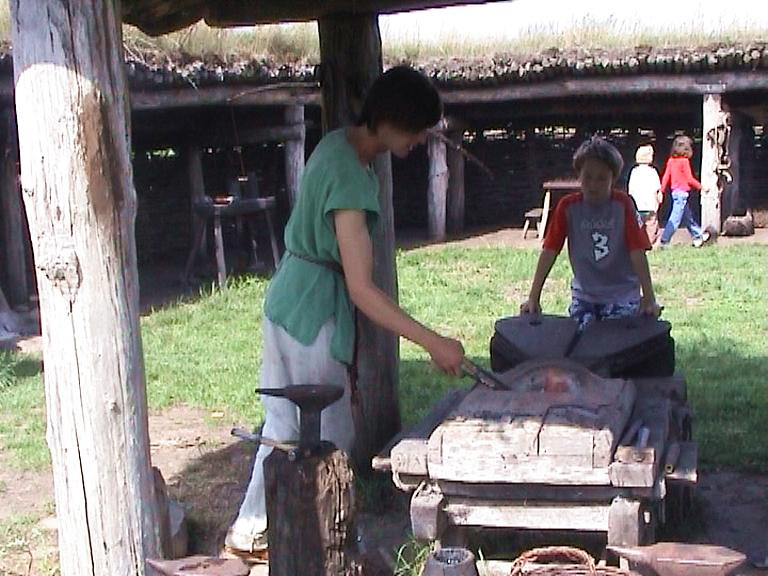
Skjern Egvad Museum - Dejbjerg Jernalder

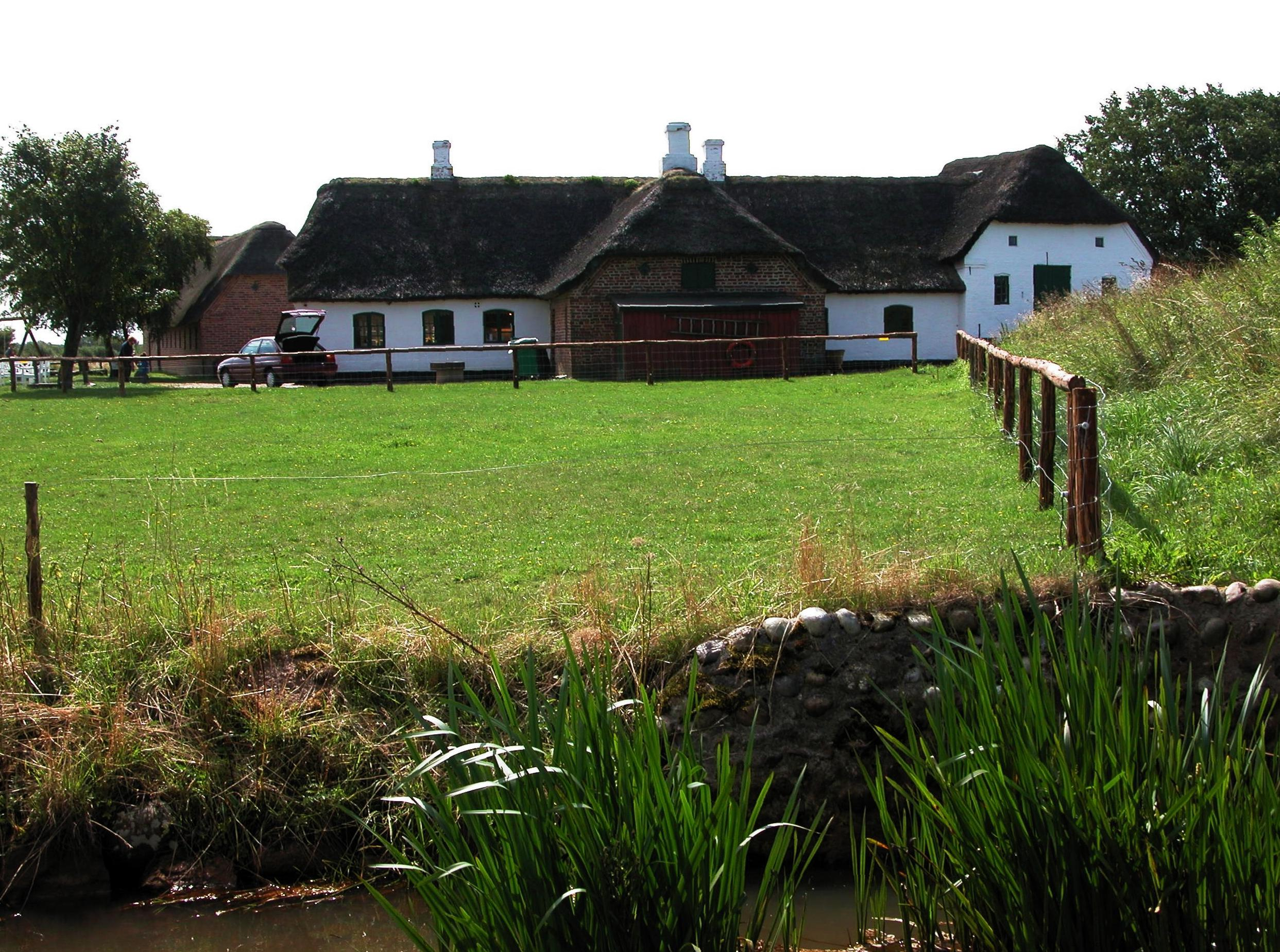
Skjern-Egvad Museum - Bundsbæk Mølle

Het Ringkøbing-Skjern Museum is een museum in Denemarken dat in 2007 ontstond door een fusie van het Ringkøbing Museum met het Skjern-Egvad Museum. Het Ringkøbing Museum was een regionaal museum met een afdeling over Deense expedities en een verzameling over IJsland; het Skjern-Egvad Museum was een soort openluchtmuseum dat in het westen van Jutland lag. Het museum is verdeeld over tien vestigingen waarbij er in twee gevallen twee museums zo dicht bij elkaar liggen, dat ze bereikbaar zijn vanaf dezelfde parkeerplaats.
De afzonderlijke vestigingen liggen in Ringkøbing en om het zuidelijke deel van het Ringkøbing Fjord, het grootste water van Denemarken. In de dichtstbijzijnde stad Skjern ligt ook een deelmuseum. Verder zijn er vestigingen in het midden van het gebied tussen in het zuiden Esbjerg en noordelijk Ringkøbing. In 2007 bestond het museum uit de volgende onderdelen:
- Ringkøbing Museum in Ringkøbing
- De gereconstrueerde Vikingshaven Bork Vikingehavn, direct aan de zuidoever van het Ringkøbing Fjord.
- In de directe omgeving daarvan ligt het historische hotel Fahl Kro
- Bij Skjern ligt het gereconstrueerde ijstijdvestiging Dejbjerg Jernalder
- In de directe omgeving daarvan ligt de watermolen Bundsbæk Mølle
- In de duinen op de langtong tussen het Ringkøbing Fjord en de Noordzee ligt het door vier zijden omsloten hof Abelines Gaard.
- De windmolen Skjern Vindmølle
- Het landgoed Gåsemandens Gård in Hemmet
- Het boerenhuis Hattemagerhuset in Tarm
- Het dorpsmuseum en natuurreservaat Skjern

## Attracties
Zoals dat in de meeste Scandinavische openluchtmuseums het geval is, is er veel levendigheid in het Ringkøbing-Skjern Museum in de zomer, ongeveer rond de zomervakantie van de scholen. De molens zijn dan meerdere malen per dag in bedrijf en in het IJstijddorp en het Vikingsdorp leven en wonen families. Een bijzondere happening is de Vikingmarkt begin augustus. De volgende drie video's zijn gemaakt bij de Vikingshaven Bork.
|  |  |  |